# فلیس هریگ
فلیس هریگ (انگلیسی: Felice Herrig؛ زادهٔ ۱۸ سپتامبر ۱۹۸۴) ورزشکار هنرهای رزمی ترکیبی اهل ایالات متحده آمریکا است. وی از سال ۲۰۰۹ میلادی تاکنون مشغول فعالیت بوده‌است.